# Villa Insuperable
Villa Insuperable es un barrio situado en la localidad de La Tablada, en el partido de La Matanza, provincia de Buenos Aires, Argentina. 
Está conformada por distintos barrios con fisionomía propia.

## Historia
Las tierras que hoy conocemos como Villa Insuperable, pertenecieron a la familia Ramos Mejía.
Luego de 1860, las tierras comenzaron a lotearse apareciendo propietarios de parcelas menores. Entre ellos el francés Pedro Daubert. La familia Daubert, agricultores, habitó la zona hasta fines de siglo XIX. Con la instalación del Matadero Municipal, las tierras se valoraron, por lo que la familia Daubert, realizó un loteo que dio origen al barrio.
Los primeros habitantes, en su mayoría inmigrantes atraídos por la fuente laboral que significaba el matadero, comenzaron a construir casas estilo chorizo sobre lo que fue el casco fundacional.
En este barrio, vivió y pintó desde 1939 hasta 1943 el artista plástico Juan Carlos Castagnino.